# Brusilovoffensiven
Brusilovoffensiven var en stor rysk militär aktion sommaren 1916 under första världskriget. Den drev tillbaka styrkorna från Österrike-Ungern cirka 10 mil i Ukraina. De ryska förlusterna uppgick till runt 1,4 miljoner man och centralmakterna förlorade runt 800 000 man, vilket gör slaget till ett av de blodigaste i både första världskriget och historien. Slaget räknas som den största framgången i kriget för Ryssland, men med stora kostnader i manskap för de inblandade länderna.

## Bakgrund
Efter nederlagen vid Tannenberg, första slaget vid Masuriska sjöarna och andra slaget vid Masuriska sjöarna 1914–1915 drevs den ryska krigsmakten på flykt i nord medan man höll det österrikiska Galizien i söder. I Kaukasus hade turkarna gått till offensiv men drivits tillbaka av ryska styrkor. Den ryska krigsmaktens huvudproblem var bristen på vapen, i synnerhet vapen som kunde mäta sig med den tekniskt överlägsne fienden. Dessutom var arméns moral låg och planering, utrustning etc. väldigt dålig. Folk saknades dock inte - 1914 hade Ryssland inte mindre än 22 miljoner män i vapenför ålder utan fysiska handikapp. Men det fanns bara vapen åt en tiondel av dem och den ryska industrin var mycket dålig. Rysslands ställning, där de bästa passagerna till Storbritannien och Frankrike i väst var Östersjön och Bosporen var dålig, då den tyska respektive den turkiska flottan spärrade bägge vägarna. Ett försök att bryta detta läge gjordes 1915 då britter och fransmän försökte erövra Gallipolihalvön för att få kontroll över sundet till Svarta havet. Det misslyckades emellertid, och ententen och dess komponenter förblev separerade - manskapet i öster, vapnen i väster.
Tyskarna drev systematiskt tillbaka ryssarna ur Polen, så något måste göras. Stavkans planer för 1916 var inriktade på ett anfall i norr för att motverka Ludendorffs förtyskningssträvanden i Baltikum. Frankrike vädjade också om en offensiv för att dra tyska trupper från slaget vid Verdun. 18 mars inleddes en offensiv i riktning mot Vilna. Trots numerär överlägsenhet och trots att industrin lyckats förse den ryska armén med tillräckligt med vapen misslyckades offensiven. När den avslutades 31 mars uppgick de ryska förlusterna till 100 000 man mot 20 000 för tyskarna.

## Planering
Generalstabschefen Michail Aleksejev ville återuppta offensiven men de ryska armégruppscheferna i norr var inte benägna till det utan stora förstärkningar. Den nye chefen för armégrupp Sydväst, Aleksej Brusilov, trodde sig dock kunna knäcka österrikarna utan att nya resurser tillfördes. Italiens generalstabschef Luigi Cadorna vädjade också om en snabb offensiv mot Österrike-Ungern för att hjälpa upp den katastrofala situationen på grund av centralmakternas pågående Trentinooffensiv.
Under tiden skulle de tyska trupperna norr om Rokitnoträsken bindas genom kraftfulla skenanfall. På grund av behov av att ersätta arméns ammunition kunde offensiven som planerats ända sedan årets början inte inledas förrän i juni.
Brusilov införde en förändrad infanteritaktik. Infanteriet avvaktade anfallet väl skyddade i djupa bunkrar och avancerade strax innan artillerielden upphörde till en linje cirka 75 meter från fiendelinjen där de grävde ner sig i avvaktan på anfallet. På det strategiska planet avsåg Brusilov anfalla på bred front för att inte tillåta Österrike-Ungern att koncentrera reserverna mot ett ställe. Brusilov kunde ställa upp 4 arméer med totalt 600 000 man mot Österrike-Ungerns 500 000 man.

## Brusilovs första offensiv
4 juni 1916 påbörjades ett anfall av ryska 8:e armén efter en kort artilleriförberedelse. Den österrikisk-ungerska 4:e armén överraskades fullständigt och ryssarna ryckte fram.
På norra delen av anfallsområdet rev den ryska 8:e armén med 200 000 man och 904 kanoner upp den österrikiska fjärde armén med 150 000 man och 600 kanoner.
6 juni intogs Lutsk och anfallet fortsatte i riktning mot Kovel. Söder om ryska 8:e armén ryckte den 11:e ryska armén fram mot österrikiska 1:a armén, trängde den tillbaka mot sydväst och intog 9 juni Dubno och närmade sig gränsen till Galizien. I Galizien tvingade 7:e ryska armén som ryckte fram norr om Dnestr först 2:a österrikiska armén och därpå Sydarmén tillbaka över Strypa. På yttersta södra flygeln tillfogade 9:e ryska armén den motstående 7:e österrikiska armén söder om Dnestr, söder om Okna och vid Zaleszyki ett avgörande nederlag 10-11 juni, sprängde den i tre delar och ryckte in i Bukovina. Österrikarna förlorade 100 000 man. För att stoppa 8:e ryska arméns fortsatta offensiv ryckte den med trupper från Västfronten och Tyrolen förstärkta armégrupp Linsingen fram från sin linje Kovel-Vladimir Volynskij, lyckades övergången över Stochod och lyckades 20 juni tränga tillbaka ryssarna över Styr. Även 1:a österrikiska armén erhöll i juni förstärkningar, och kunde sydväst om Dubno stoppa den 11:e ryska armén. I Galizien gjorde 7:e ryska armén flera misslyckade försök att bryta den vid Strypa stående Sydarméns motstånd. Däremot lyckades 9:e armén efter hand bemäktiga sig hela Bukovina med Czernowitz, som besattes 18 juni, varefter Platon Letjitskijs ansträngningar gick ut på att forcera den närliggande Karpaterpassen, besatta av delar av Karl von Pflanzer-Baltins armé 23 juni Kimpolung vid foten av Karpaterna nära Rumäniens gräns och 28 Kolomera. Härmed var Brusilovs första offensiv avslutad.

## Brusilovs andra offensiv
4 juli gick Brusilov på offensiven igen genom att högra flygeln med 3:e och 8:e arméerna ryckte fram mot armégrupp Linsingens ställningar vid mellersta Styr och trängde tillbaka fienden, men i mitten av augusti stoppades offensiven. Samtidigt anföll 11:e ryska armén mot 7:e österrikiska arméns västra flank och front. Trots att Felix von Bothmer härigenom höll på att bli överflyglad var han bestämd att behålla sin ställning, och först sedan Stanislau 10 augusti intagits av ryska 9:e armén, som 7 augusti återupptagit sin offensiv, tvingades han dra sig tillbaka.

## Brusilovs tredje offensiv
Offensiven fortsatte med god fart till mitten av juli och med mindre framgångar till september. De begränsande faktorerna torde vara bristen på transporter och reserver samt tillskyndande tyska reserver från västfronten. Erich von Falkenhayn tvingades överföra 16 divisioner. Något strategiskt genombrott var inte Brusilovoffensiven men det var trots allt den dittills största segern - mätt i vunnen mark - under första världskriget sedan skyttegravskriget inletts hösten 1914. För Ryssland var priset nästan 1,5 miljoner man stupade, sårade och tillfångatagna. Centralmakternas förluster uppgick till över 800000 varav 639 000 för Österrike-Ungern och 140 000 för Tyskland. Den ryska framgången fick också den konsekvensen att Rumänien ingrep i kriget på rysk sida 27 augusti 1916 men krossades kvickt - Bukarest föll på juldagen. Brusilovoffensiven var den sista ryska framgången under första världskriget. Ryssarna drevs systematiskt tillbaka ända tills vapenstillestånd slöts i december 1917.